# Letônia nos Jogos Olímpicos de Inverno de 1992
A Letônia competiu nos Jogos Olímpicos de Inverno de 1992, realizados em Albertville, França.